# Josefa Ernaga
Josefa Mercedes Ernaga es una terrorista española que, integrada en el comando Barcelona de la banda Euskadi Ta Askatasuna, participó, entre otros, en el atentado de Hipercor, con veintiuna víctimas mortales y otros 45 heridos.

## Biografía
Es natural de la localidad navarra de Mezquíriz. En sus primeros momentos dentro de la banda Euskadi Ta Askatasuna (ETA), operó en Navarra. Intentó asesinar a José Javier Uranga Santesteban, entonces director del periódico Diario de Navarra, que resultó herido grave.
Después, fue miembro, junto con Domingo Troitiño y Rafael Caride, del comando Barcelona original, que estuvo operativo desde 1986. Los tres terroristas perpetraron su primer atentado el 13 de septiembre de ese año, en la capital catalana, al hacer estallar un coche bomba cuando pasaba por el lugar un autobús en el que viajaban varios guardiaciviles. Pocos días después, el 24 de septiembre, atentaron también en la avenida Meridiana de Barcelona con un coche bomba que provocó la muerte de un joven.
El 19 de junio de 1987, los tres integrantes del comando cargaron un coche con doscientos kilogramos de explosivos y, después de que Troitiño lo aparcara, lo detonaron en un centro comercial de la empresa Hipercor ubicado en la avenida Meridiana de Barcelona. En aquel atentado fallecieron un total de veintiuna personas, quince el día del atentado y seis después, por las heridas. Ernaga y Troitiño fueron detenidos el 5 de septiembre de 1987. En ese momento, se les había unido ya José Luis Gallastegui y entre todos preparaban más atentados. El 23 de octubre de 1989, la Audiencia Nacional condenó a 794 años de cárcel a cada uno de los dos, a Ernaga y Troitiño, por el atentado de Hipercor. Unos días más tarde, y aunque la pena fuese ya inoperante, volvieron a ser condenados, esta vez a una pena que sumaba 168 años de cárcel, por el atentado con coche bomba en la avenida Meridiana que habían cometido en 1986.
Fue condenada a más de dos mil años de prisión por, entre otros, el atentado de Hipercor y el asesinato de dos agentes de policía y un civil. Cumplió parte de su pena en el centro penitenciario de Jaén. En 2014, tras la derogación de la doctrina Parot, salió de la cárcel, habiendo cumplido veintisiete años de su condena.